# Árupénz

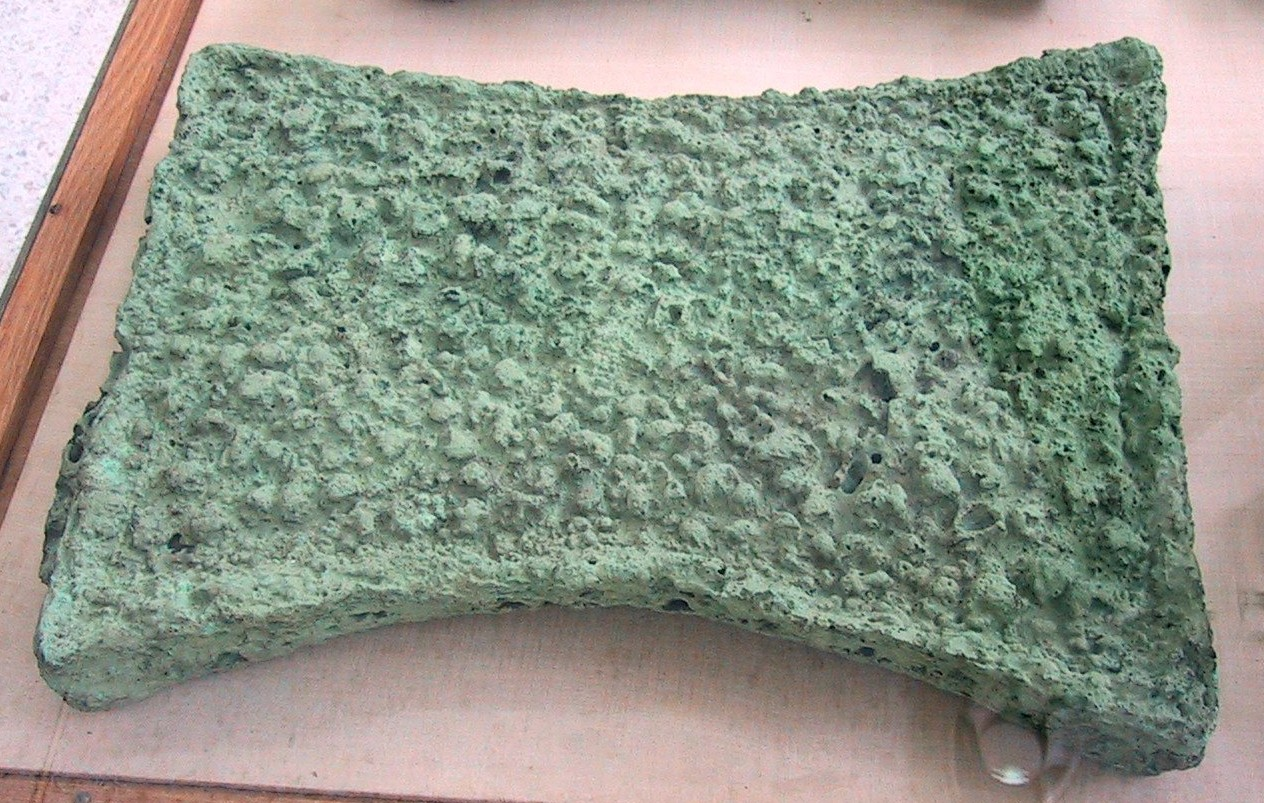
Árupénzként használt krétai rézöntvény (i. e. 2. évezred)

Az árupénz az önálló, belső értékkel bíró, pénzként működő tárgy, ami a gazdaságtörténet során főleg nemesfémekből készült érmét jelentett. Szélesebb értelemben árupénz volt az árura (nemesfémre) közvetlenül beváltható pénz is, amit helyenként képviseleti pénznek (angolul representative money) neveznek. Az árupénzt váltotta fel korábbi kísérletek után a 20. században a hitelpénz, aminek elfogadását a kibocsátó állam törvényileg előírta. Ez már nem volt közvetlenül átváltható nemesfémre, megszűnt az aranystandard. A modern pénz értékének alapja  gazdasági szereplők által belé vetett bizalom.
Az árupénz megszűnése után megszaporodtak az inflációs jelenségek. Hiperinfláció vagy tartós pénzhiány idején gyakran újra megjelent az árupénz egy más formában, mégpedig az erre alkalmas használati cikkek, például cigaretta vagy törtarany formájában.
Az árupénz története egybeesik a pénz történetével.
Egyes közgazdasági iskolák csak a pénzérmék előtt primitív pénzeket nevezik árupénznek vagy primitív pénznek (de:Primitivgeld)

## Tulajdonságai

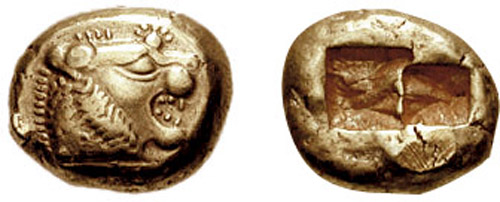
Lydiai elektrum pénzérme i. e. 640-ből

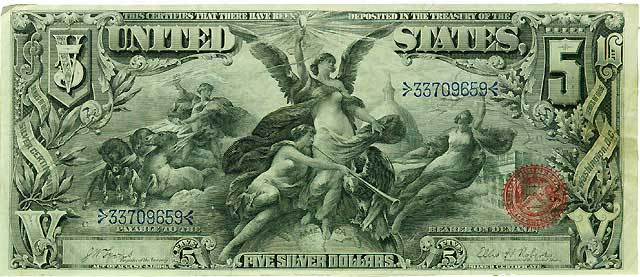
1896-ban kiadott, 1971-ig nemesfémre beváltható ötdolláros

Az árupénzek szükséges tulajdonságai a következők:
- hosszú távú tárolhatóság – romlandó áruk értéke csak rövid ideig tartható fenn
- értéksűrűség – minél kisebb méret, vagy súly képvisel egy adott értéket, annál könnyebben mozgatható
- ritkaság – minél nehezebb utánpótlást találni, annál állandóbb az értéke

Ezek a tulajdonságok emelték az aranyat és ezüstöt a legáltalánosabban használt árupénzekké már az i. e. 3. évezred óta. Arany és ezüst pénzérméket Lüdiában kezdtek készíteni i. e. 560 körül. Használatukat megkönnyíti, hogy könnyen önthetőek és formálhatóak, de a napi használat során kopnak és zúzódnak, amin rézzel való ötvözéssel lehet javítani (min. 10% réz kell, hogy legyen benne, a 22 karátos aranypénz mégis 92% aranyat tartalmaz).
Amikor egy bizonyos árut pénzként kezdenek használni, értéke egy kissé megváltozik, azaz belső értékénél magasabb lesz. Ez az értéktöbblet teljességgel társadalmi megegyezésen alapul és az áru tényleges értéke használatának elterjedtségétől függ. Tehát, bár az adott áru valami tényleges tárgy vagy eszköz, értéke abszolút mértékben mégsem állapítható meg. Például az aranyat a különböző társadalmak meglehetősen eltérő módon értékelték, de legnagyobb értéke mégis ott volt, ahol pénzként használták. Értékét nagyban befolyásolta keresletének és kínálatának viszonya is, például, ha egy aranybánya kimerült, akkor az arany viszonylagos piaci értékét a várható hiánya esetleg felhajthatta. Pénzként lokálisan bármit lehet használni, amiben a csereakció résztvevői megegyeznek, de az adott pénzfajta használhatósága nagymértékben változhat helyről helyre.